# Olena Smaha
Olena Smaha (ukrainisch Олена Смага, * 13. Januar 2000 in Lwiw) ist eine ukrainische Rennrodlerin.

## Juniorin
Olena Smaha tritt seit der Saison 2014/15 bei internationalen Rennrodel-Wettbewerben an. Sie debütierte in Oberhof bei einem Rennen im Weltcup der weiblichen Jugend und wurde 30. Nach besser wurde sie im weiteren Saisonverlauf in Winterberg, wo sie 16. wurde. In der folgenden Saison verbesserte sie ihre Bestleistung auf einen 15. Rang in Oberhof, meist platzierte sie sich aber um den 30. Rang. Saisonhöhepunkt wurden die Olympischen Jugend-Winterspiele 2016 in Lillehammer, bei denen Smaha nach dem ersten Lauf auf dem neunten Rang lag und nach der zehnten Zeit im zweiten Lauf am Ende Zehnte wurde. Mit Ihor Stachiw und den Doppelsitzern Andrij Lyssezkyj und Myroslaw Lewkowytsch fuhr sie im Staffelrennen auf Platz sieben. Saisonabschluss wurden die Juniorenweltmeisterschaften, wo sie gegen im Schnitt deutlich ältere Fahrerinnen antrat und 16. sowie mit Mikhaylo Savitskiy und Lyssezkyj/Lewkowytsch Fünfte mit der Staffel wurde.

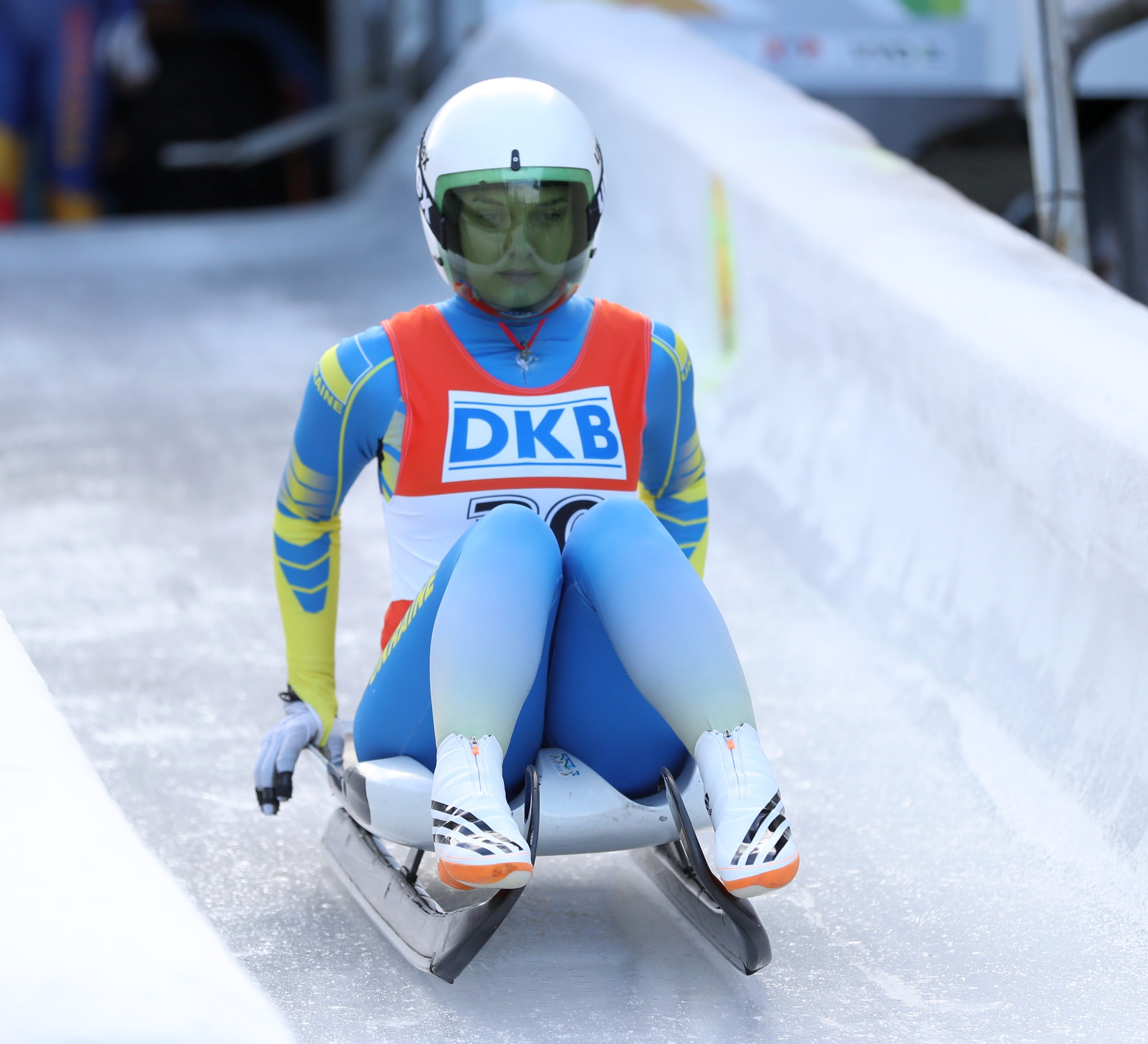
Smaha bei den Juniorenweltmeisterschaften 2018

In der Saison 2016/17 schaffte Smaha den Durchbruch in die Weltspitze ihrer Altersklasse. In vier von fünf Rennen des Weltcups der weiblichen Jugend erreichte sie einstellige Platzierungen, einzig in Altenberg verpasste sie als 12. die Top 10. Beim zweiten Rennen in Calgary konnte sie, allerdings bei Abwesenheit der europäischen Konkurrenz, sogar ihr erstes internationales Rennen gewinnen. In der Gesamtwertung belegte sie Platz fünf. Im Jahr darauf rückte Smaha in den Weltcup der Juniorinnen auf. Sie platzierte sich durchweg auf Ränge zwischen 22 und 25. In Winterberg waren die Rennen zugleich die Junioreneuropameisterschaften, in deren Wertung sie 18. und Staffel-Achte wurde. Saisonhöhepunkt waren die Juniorenweltmeisterschaften 2018 in Altenberg. Smaha wurde 31. und mit Stachiw, Ihor Hoj und Lewkowytsch Staffel-12.

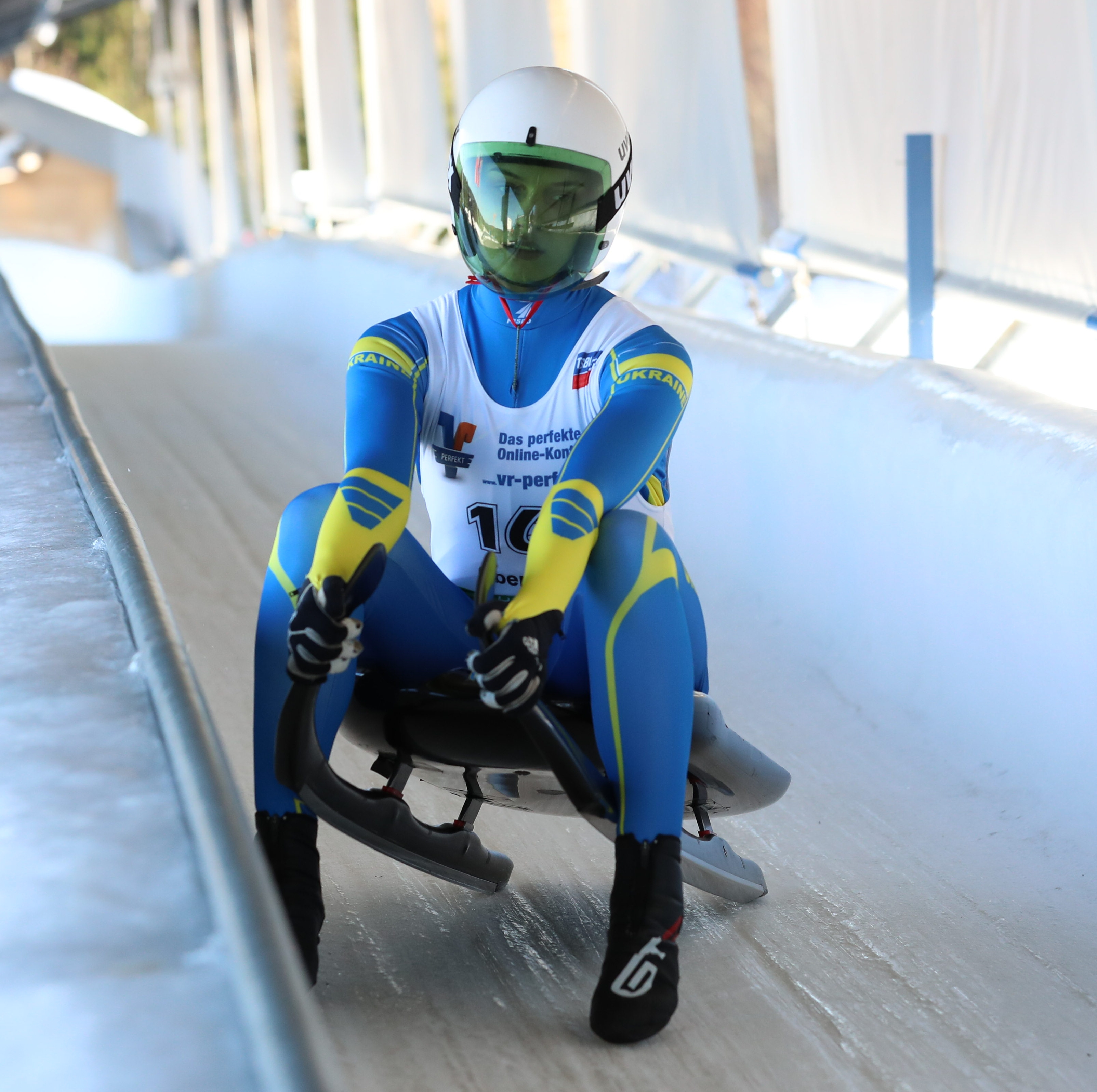
Smaha beim Weltcup der Juniorinnen 2019 in Oberhof

Nachdem Olena Schchumowa ihre Karriere nach den Olympischen Winterspielen 2018 beendet hatte und sich Darja Hula international nicht etablieren konnte, wurden zur nacholympische Saison 2018/19 im ukrainischen Nationalteam zwei Startplätze neben der erfahrenen Olena Stezkiw frei. Neben der drei Jahre jüngeren Julianna Tunyzka wurde Smaha vorgesehen. Bei beiden erfolgte der Aufbau jedoch langsam. Smaha begann ihre Saison wieder im Weltcup der Juniorinnen und verblieb fast die gesamte Saison dort. Die Ergebnisse waren im Schnitt um mehrere Ränge besser als in der Vorsaison. Die Rennen in St. Moritz waren zugleich die Junioreneuropameisterschaften, in deren Rahmen sie 17. wurde. Bei den Juniorenweltmeisterschaften 2019 in Igls belegte Smaha den 26. Platz. In der Gesamtwertung der Rennserie wurde sie 17.

## Leistungsbereich

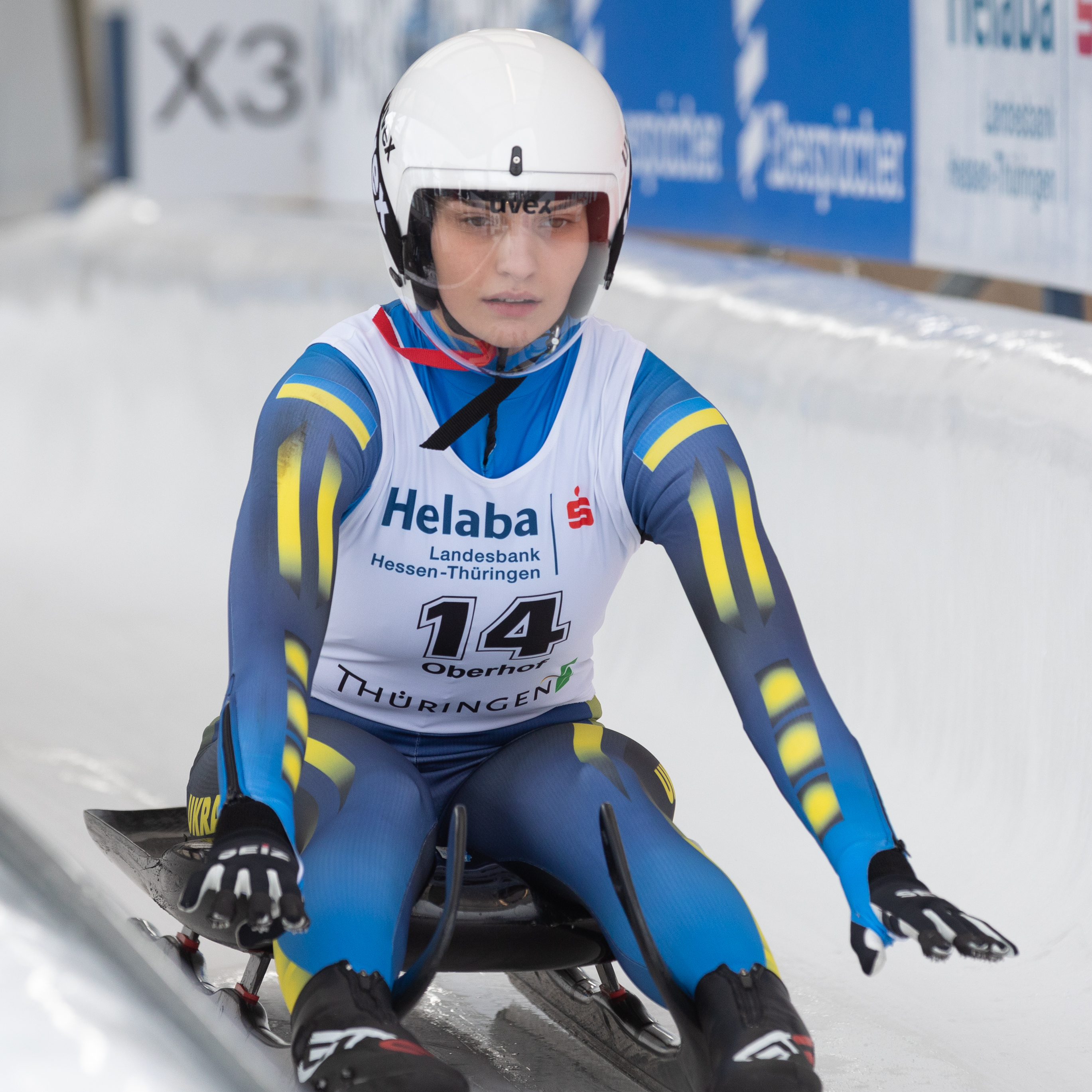
Smaha beim Weltcup im Januar 2020 in Oberhof

Nachdem Smaha schon im Januar 2019 ein erstes Mal am Königssee im Nationencup der Frauen zum Einsatz kam, als 21. jedoch die Qualifikation für das Weltcup-Rennen knapp um drei Rennen verpasste, während Julianna Tunyzka bei ihrem ebenfalls ersten Einsatz genau diesen Rang erreichte und damit im Weltcup debütierte, nahm sie seit der Saison 2019/20 regelmäßig im Weltcup teil. Nachdem sie zum Saisonbeginn beim traditionell sehr stark besetzten Rennen in Igls noch die Weltcup-Qualifikation als 23. des Nationencups verpasste, gelang ihr diese im folgenden Rennen auf der ersten Übersee-Station in Lake Placid als 16. Doch stürzte sie in ihrem ersten Rennen im Weltcup und kam somit nicht ins Ziel. In den folgenden Rennen verpasste sie die Qualifikation, fast durchweg sehr knapp um ein bis drei Ränge. In Altenberg konnte sie immerhin als beste Ukrainerin erstmals in einer Weltcup-Staffel zum Einsatz kommen und wurde an der Seite von Andrij Mandsij sowie Stachiw & Lyssezkyj 12. Die Rennen in Lillehammer waren zugleich die Europameisterschaften 2020, in deren Wertung Smaha 24. sowie in der U23-Wertung 14. wurde. Erst beim Rennen in Winterberg, bei dem einige Nationen und Einzelstarter aufgrund der widrigen Bedingungen einen Start verweigerten, konnte sie sich zum zweiten Mal für ein Weltcup-Rennen qualifizieren und belegte den 16. Platz. Zum Abschluss der Saison schon mit der beginnenden COVID-19-Pandemie vor Augen belegte Smaha Rang 25 und wurde mit Mandsij sowie Stachiw & Lyssezkyj den sechsten Rang mit der Staffel.

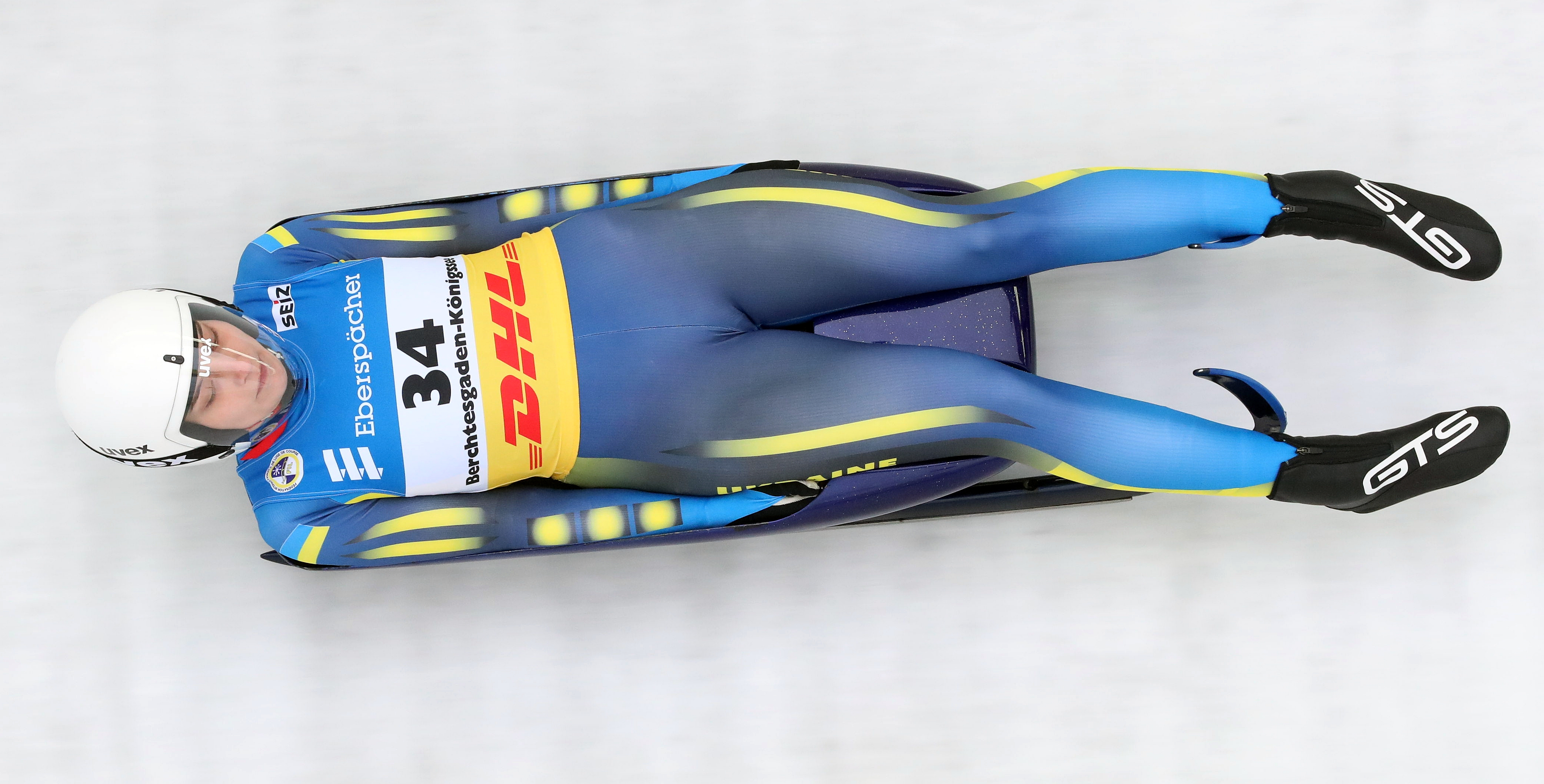
Smaha bei den Weltmeisterschaften 2021 am Königssee

2020/21 setzte Smaha ihre internationale Karriere auf ähnlichem Niveau fort, die Qualifikation zum Weltcup gelang häufig, dafür konnte sie ein Einzelresultat wie den 16. Platz im Vorjahr nicht wiederholen. Schon zum Saisonauftakt in Igls konnte sie sich als 12. des Nationencups für das Weltcup-Rennen, in dem sie 27. wurde. Zudem wurde sie mit Anton Dukatsch sowie Stachiw & Lyssezkyj Staffel-Sechste. In Altenberg erreichte sie ähnliche Resultate, wurde Zehnte des Nationencups, 24. im Weltcup sowie Staffel-Sechste. In Oberhof, Winterberg und am Königssee setzten sich diese Resultate fort. Erst auf der eigentlichen Heimbahn der Ukrainer in Sigulda verpasste Smaha die Qualifikation für das Hauptrennen. Es waren zugleich die Europameisterschaften 2021, in deren Rahmen sie den 22. Platz belegte. Danach schaffte sie es die restliche Saison nicht, sich noch einmal für den Weltcup zu qualifizieren. In der Gesamtwertung des Nationencups der Saison belegte Smaha Rang acht, mit 122 Punkten im Gesamtweltcup Platz 29. Höhepunkt der Saison war die erste Teilnahme an den Weltmeisterschaften 2021 am Königssee, wo die junge Ukrainerin zunächst als 30. der Sprint-Qualifikation das Sprintrennen verpasste. In der Qualifikation für das Einzelrennen wurde sie 22., das Einzelrennen konnte sie nach einem Sturz nicht beenden.

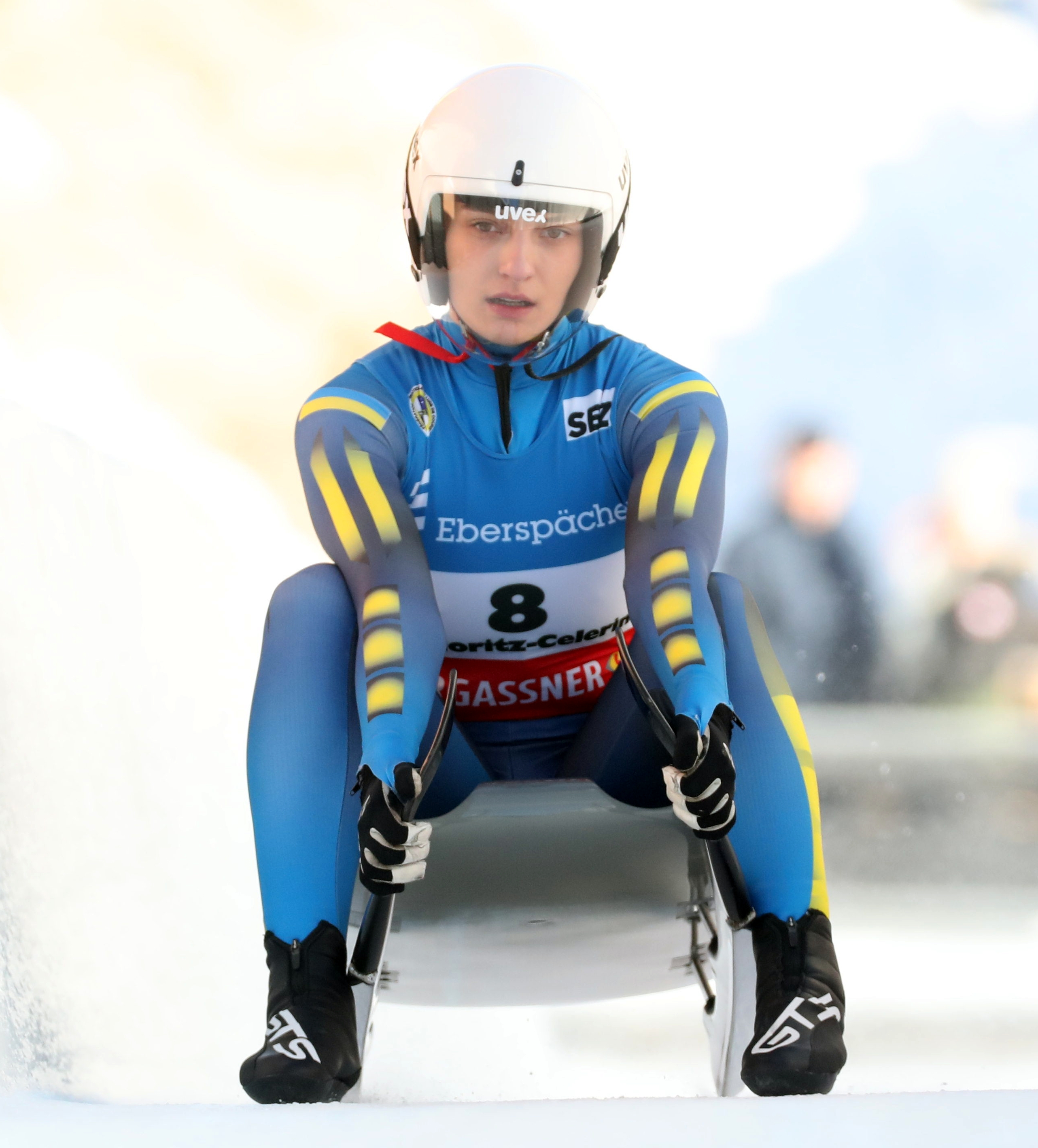
Smaha bei den Europameisterschaften 2022 in St. Moritz

Die Saison 2021/22 stand unter dem Eindruck der Olympischen Winterspiele 2022 von Peking, für die Smaha sich im Wettbewerb mit Olena Stezkiw und Julianna Tunyzka um potentiell zwei Startplätze bei den Spielen. Zum Saisonauftakt auf der Olympiabahn in Yanqing verpasste sie wie auch Stezkiw die Qualifikation für den Weltcup, was indes Tunyzka gelang. In Altenberg, Winterberg, Oberhof und St. Moritz schaffte Smaha die Weltcup-Qualifikation, in beiden Rennen in Sotschi, in Igls und Sigulda gelang sie ihr nicht. Als 20. im Weltcup von Winterberg schaffte Smaha ihr bestes Saisonergebnis und ihr zweitbestes Ergebnis im Weltcup bis dahin. Die letzte Weltcup-Station in St. Moritz waren auch die Europameisterschaften, hier wurde sie 20. sowie in der U23-Wertung Achte. Obwohl Smaha sich am Ende der Saison als 30. mit 98 Punkten zehn Punkte und drei Ränge vor Tunyzka lag, wurde diese statt Smaha neben der einmal mehr besten ukrainischen Rodlerin der Saison, Stezkiw, für die Spiele nominiert. Dabei profitierte Tunyzka von ihrer guten Leistung auf der Olympiabahn zum Saisonauftakt. Beide ukrainischen Rodlerinnen konnten ihre Nominierung mit den Rängen 21 und 22 rechtfertigen, womit beiden knapp die besten 20 verpassten, die den finalen vierten Lauf bestreiten durften.

## Persönliches
Smaha ist mit ihrem Teamkollegen Ihor Stachiw liiert.

## Rodel-Statistik

### Ergebnisse bei Meisterschaften
| Jahr | Olympische Spiele | Olympische Spiele | Olympische Spiele | Olympische Spiele | Weltmeisterschaften | Weltmeisterschaften | Weltmeisterschaften | Weltmeisterschaften | Weltmeisterschaften | Weltmeisterschaften | Europameisterschaften | Europameisterschaften | Europameisterschaften | Europameisterschaften | Europameisterschaften |
| Jahr | Olympia           | Olympia           | Jugendspiele      | Jugendspiele      | A-WM                | A-WM                | A-WM                | U23-WM              | Juniorinnen         | Juniorinnen         | A-EM                  | A-EM                  | U23-EM                | Juniorinnen           | Juniorinnen           |
| Jahr | Einzel            | Team              | Einzel            | Team              | Einzel              | Sprint              | Team                | U23-WM              | Einzel              | Team                | Einzel                | Team                  | U23-EM                | Einzel                | Team                  |
| ---- | ----------------- | ----------------- | ----------------- | ----------------- | ------------------- | ------------------- | ------------------- | ------------------- | ------------------- | ------------------- | --------------------- | --------------------- | --------------------- | --------------------- | --------------------- |
| 2016 | 0/                | 0/                |                   |                   |                     |                     |                     |                     | 16.                 | 05.                 |                       |                       | 0/                    |                       |                       |
| 2017 | 0/                | 0/                | 0/                | 0/                |                     |                     |                     |                     |                     |                     |                       |                       | 0/                    |                       |                       |
| 2018 |                   |                   | 0/                | 0/                | 0/                  | 0/                  | 0/                  | 0/                  | 31.                 | 12.                 |                       |                       | 0/                    | 18.                   | 08.                   |
| 2019 | 0/                | 0/                | 0/                | 0/                |                     |                     |                     |                     | 26.                 |                     |                       |                       | 0/                    | 17.                   |                       |
| 2020 | 0/                | 0/                |                   |                   |                     |                     |                     |                     |                     |                     | 24.                   |                       | 14.                   |                       |                       |
| 2021 | 0/                | 0/                | 0/                | 0/                | dnf                 | 30.                 |                     | dnf                 |                     |                     | 22.                   |                       | 10.                   |                       |                       |
| 2022 |                   |                   | 0/                | 0/                | 0/                  | 0/                  | 0/                  | 0/                  |                     |                     | 20.                   |                       | 08.                   |                       |                       |

### Platzierungen in Gesamtwertungen
| Saison  | Weltcup        | Weltcup        | Weltcup        | Weltcup        | Weltcup       | Weltcup       | Nationencup | Nationencup | Juniorinnen-Weltcup | Juniorinnen-Weltcup | Juniorinnen-Weltcup | Juniorinnen-Weltcup |
| Saison  | Gesamt-Weltcup | Gesamt-Weltcup | Einzel-Weltcup | Einzel-Weltcup | Sprintweltcup | Sprintweltcup | Nationencup | Nationencup | Juniorinnen-Weltcup | Juniorinnen-Weltcup | Juniorinnen-Weltcup | Juniorinnen-Weltcup |
| Saison  | Platz          | Punkte         | Platz          | Punkte         | Platz         | Punkte        | Platz       | Punkte      | Platz               | Punkte              | Platz               | Punkte              |
| ------- | -------------- | -------------- | -------------- | -------------- | ------------- | ------------- | ----------- | ----------- | ------------------- | ------------------- | ------------------- | ------------------- |
| 2014/15 |                |                | /              | /              |               |               |             |             |                     |                     |                     |                     |
| 2015/16 |                |                | /              | /              |               |               |             |             |                     |                     |                     |                     |
| 2016/17 |                |                | /              | /              |               |               |             |             |                     |                     |                     |                     |
| 2017/18 |                |                | /              | /              |               |               |             |             |                     |                     |                     |                     |
| 2018/19 | 48.            | 010            | /              | /              |               |               | 44.         | 020         |                     |                     |                     |                     |
| 2019/20 | 28.            | 110            | /              | /              |               |               | 15.         |             |                     |                     |                     |                     |
| 2020/21 | 31.            | 122            | /              | /              |               |               |             |             |                     |                     |                     |                     |
| 2021/22 | 30.            | 098            |                |                |               |               |             |             |                     |                     |                     |                     |